# Wakabayashi, Sendai
Wakabayashi (若林区 Wakabayashi-ku) là một quận thuộc thành phố Sendai, tỉnh Miyagi, Nhật Bản. Tính đến ngày 1 tháng 10 năm 2020, dân số ước tính của quận là 234.758 người và mật độ dân số là 2.800 người/km2. Tổng diện tích của quận là 50,86 km2.